# 로버트오시쿠도
로버트오시쿠도(Oxymycterus roberti)는 비단털쥐과에 속하는 남아메리카 설치류이다. 브라질과 파라과이에서 발견된다.